# Дейдамея
Вижте пояснителната страница за други личности с името Дейдамея.
Дейдамея или Дейдамия в древногръцката митология е дъщеря на Ликомед – царя на Скирос.
По време на Троянската война, Ахил се скрива в двореца на цар Ликомед, преоблечен като жена, за да не вземе участие във войната. По това време Дейдамея и Ахил имат връзка, от която се ражда единствения син на Ахил-Неоптолем.